# Claudiu Ciprian Tănăsescu
 (novembre 2015).
Si vous disposez d'ouvrages ou d'articles de référence ou si vous connaissez des sites web de qualité traitant du thème abordé ici, merci de compléter l'article en donnant les références utiles à sa vérifiabilité et en les liant à la section « Notes et références ».
Claudiu Ciprian Tănăsescu (né le 16 juillet 1965 à Bucarest) est un homme politique roumain, membre du Parti social-démocrate.

## Biographie
Claudiu Ciprian Tănăsescu a suivi des études de médecine dans sa ville natale et est devenu infirmier à l'hôpital pédiatrique Călăraș de Bucarest de 1986 à 1987, puis aux urgences de Bucarest jusqu'en 1990.
Il a alors changé d'orientation professionnelle et est devenu éditeur de plusieurs magazines, dont Umbrela, dont il est le rédacteur en chef, ainsi que Săptămâna, Viața capitalei, L.I.R Magazin et Viața, tout en reprenant des études de médecine qui le conduisent au diplôme de médecin généraliste en 1996.
Cette année-là, il abandonne la presse écrite pour créer sa société de production télévisuelle, et produit plusieurs émissions de télévision jusqu'en 1998, puis se tourne vers la radio, et participe à des programmes de la station ActivFM jusqu'en 2005.
En 1997, il devient directeur adjoint de la clinique universitaire de Bucarest.
Lors des élections européennes de 2009, il obtient son premier mandat politique, étant élu au Parlement européen comme candidat du Parti de la Grande Roumanie, qu'il quitte en 2010 pour rejoindre le Parti social-démocrate. Il siège au sein du groupe de l'Alliance progressiste des socialistes et démocrates au Parlement européen. Il est réélu lors des élections européennes de 2014.